# Lagodon rhomboides
Genre
Espèce
Statut de conservation UICN

 LC  : Préoccupation mineure
Le Sar salème (Lagodon rhomboides) est une espèce de poissons marins appartenant à la famille des Sparidae. C'est la seule espèce du genre Lagodon (monotypique).